# Petrivka Perșa, Bratske
Petrivka Perșa (în ucraineană Петрівка Перша) este un sat în comuna Kostuvate din raionul Bratske, regiunea Mîkolaiiv, Ucraina.

## Demografie
Componența lingvistică a localității Petrivka Perșa
     Ucraineană (96,26%)
     Română (3,21%)
     Alte limbi (0,53%)
Conform recensământului din 2001, majoritatea populației localității Petrivka Perșa era vorbitoare de ucraineană (96,26%), existând în minoritate și vorbitori de română (3,21%).